# Dellona (Wisconsin)
Dellona es un pueblo ubicado en el condado de Sauk en el estado estadounidense de Wisconsin. En el Censo de 2010 tenía una población de 1.552 habitantes y una densidad poblacional de 17,05 personas por km².

## Geografía
Dellona se encuentra ubicado en las coordenadas 43°36′9″N 89°53′1″O / 43.60250, -89.88361. Según la Oficina del Censo de los Estados Unidos, Dellona tiene una superficie total de 91.05 km², de la cual 90.74 km² corresponden a tierra firme y (0.34%) 0.31 km² es agua.

## Demografía
Según el censo de 2010, había 1.552 personas residiendo en Dellona. La densidad de población era de 17,05 hab./km². De los 1.552 habitantes, Dellona estaba compuesto por el 86.73% blancos, el 0.13% eran afroamericanos, el 10.05% eran amerindios, el 0.58% eran asiáticos, el 0% eran isleños del Pacífico, el 0.84% eran de otras razas y el 1.68% pertenecían a dos o más razas. Del total de la población el 2.51% eran hispanos o latinos de cualquier raza.